# Riedelinius
Riedelinius es un género de coleóptero de la familia Attelabidae.

## Especies
Las especies de este género son:
- Riedelinius aculeatus
- Riedelinius armatus
- Riedelinius gressitti
- Riedelinius monstruosus
- Riedelinius paniaiensis
- Riedelinius paraspinosus
- Riedelinius pseudomonstruosus
- Riedelinius spinosus
- Riedelinius yali
- Riedelinius zimmermanni